# Henk Fraser
Henk Fraser (Paramaribo, 7 luglio 1966) è un allenatore di calcio ed ex calciatore olandese, di ruolo difensore, tecnico dell'RKC Waalwijk.

## Palmarès

### Giocatore

#### Competizioni nazionali
- Campionato olandese: 2

Feyenoord: 1992-1993, 1998-1999
- Coppa dei Paesi Bassi: 4

Feyenoord: 1990-1991, 1991-1992, 1993-1994, 1994-1995
- Supercoppa dei Paesi Bassi: 2

Feyenoord: 1991, 1999

### Allenatore

#### Competizioni nazionali
- Coppa dei Paesi Bassi: 1

Vitesse: 2016-2017